# Levin Minnemann Rudess
Levin Minnemann Rudess est un groupe de rock progressif américain. Il est composé de Tony Levin (chapman stick, basse, guitare), Marco Minnemann (batterie) et Jordan Rudess (claviers). Le trio compte deux albums, Levin Minnemann Rudess (2013) et From the Law Offices of (2016).

## Biographie
L'émergence du groupe se situe probablement au début des années 2010. Le groupe est formé par Tony Levin, Marco Minnemann et Jordan Rudess, qui se joindra aux deux premiers quelque temps plus tard. Jordan Rudess est également, et en parallèle, membre du groupe de metal progressif Dream Theater depuis 1999. Levin et Rudess s'étaient déjà associé au sein de Liquid Tension Experiment, un autre projet parallèle dans lequel Mike Portnoy assurait la rythmique. Concernant le nom du groupe, Rudess explique qu'ils n'y ont pas réellement pensé : « En fait, Tony était producteur sur ce projet, et ça paraissait logique que son nom apparaisse en premier. Lui et Marco l'ont commencé bien avant moi - je les ai rejoint parce qu'ils avaient besoin d'un claviériste. Donc je suppose que les noms ont été mis par ordre d'arrivée dans le groupe. Je suis pas difficile, donc j'ai dis OK. »
Ils signent au label Bones Records, et entament l'enregistrement d'un album. Ce premier album studio, l'homonyme Levin Minnemann Rudess, est annoncé pour le 5 septembre 2013. Dans son ensemble, l'album est bien accueilli par la presse spécialisée,. Il comprend un morceau intitulé Mew, typé smooth jazz ; pour ce morceau Rudess explique que l'harmonie entre les musiciens a pu créer un rythme différent de ce qu'il fait habituellement au sein de Dream Theather.
En 2016, le groupe publie son deuxième album, From the Law Offices of.

## Discographie
- 2013 : Levin Minnemann Rudess (Bones Records)
- 2016 : From the Law Offices of (Lazy Bones Records)